# Jean Picart Le Doux
Pour les articles homonymes, voir Picart et Picart Le Doux.
Charles Marcel Jean Picart Le Doux, né le 31 janvier 1902 dans le 6e arrondissement de Paris de Paris et mort le 7 mai 1982 à Venise, est un artiste peintre et un tapissier français du renouveau de la tapisserie contemporaine.
Il est le fils du peintre Charles Picart Le Doux (1881-1959).

## Biographie
Élevé par ses grands-parents à Paris, depuis la mort de sa mère alors qu'il avait cinq ans, il devient élève au lycée Condorcet, puis abandonne ses études pour se consacrer à la reliure dès l'âge de 16 ans. Sans formation professionnelle spécialisée, Jean Picart Le Doux fait ses débuts dans la reliure et l'édition, puis il s'oriente vers la publicité et les arts graphiques et publie ses premières œuvres en 1935. Ses premiers cartons de tapisserie datent de 1943 après avoir remporté le grand prix de l’affiche de théâtre au Salon de l'imagerie.
Il est le secrétaire général de la revue Plans.
Avant la guerre, travaillant avec Jean Lurçat sur un projet de couvertures destinées à la revue Harper's Bazaar, ce dernier le pousse à étudier la tapisserie. Entre 1939 et 1945, il réalise ses premiers cartons sans connaître la technique de la tapisserie qu'il apprend en 1945.
Avec Jean Lurçat et Marc Saint-Saëns, ils fondent l’Association des peintres-cartonniers de tapisserie en 1947. Jean Lurçat est président et ces deux derniers vice-présidents.
En 1950, Picart Le Doux rencontre deux graphistes français, Jean Colin et Jacques Nathan-Garamond, et deux graphistes suisses, Fritz Bühler et Donald Brun, à l'occasion d'une exposition de leurs travaux à Bâle. Il projette alors l'idée d'une Alliance graphique internationale (AGI). Celle-ci est fondée officiellement le 22 novembre 1952 et Picart Le Doux en devient le premier président.
Picart Le Doux est un grand maître de la tapisserie d'Aubusson, qui a produit plus de 400 tapisseries originales. Plusieurs de ses œuvres sont sélectionnées pour la décoration du paquebot France, dont la tapisserie monumentale Les Phases du temps du fumoir de première classe.
Il fut professeur d'Arts Graphiques à l'École Nationale Supérieure des Arts Décoratifs de Paris dans les années 1960.
Il est membre du conseil d'administration de la Société Nationale des Beaux Arts dans la section Art Décoratif de 1975 à 1980. 
Il a exposé, entre autres, au château de Vascœuil, en Normandie en 1974. À Paris, il expose en 1970 à la bibliothèque Forney, en 1980 au Musée de La Poste, à l'occasion de l'émission du timbre-poste « Hommage à Jean-Sébastien Bach ».
Il est inhumé au cimetière du Père-Lachaise (87e division, case 10753).

## Œuvres

### Cartons detapisserie d'Aubusson
Le premier carton de tapisserie de Picart Le Doux est un diptyque intitulé Les Quatre Saisons. Réalisé en 1943 et tissé en 1945 aux ateliers Pinton à Aubusson et était destiné au paquebot La Marseillaise. Il travailla principalement avec les Ateliers Berthaut et Hamot à Aubusson et exécuta quelques cartons pour la Manufacture nationale des Gobelins.
- L'Homme de la mer, 244 × 373 cm
- Les Quatre Saisons, 260 x 260 cm, 1945
- Champ de neige, 195 × 280 cm
- La Moisson, 300 x 250 cm, 1944, exécuté pour le décorateur Jules Leleu d'après un carton de 1943.
- Le Jour et la Nuit, 230 x 190 cm, 1945, première tapisserie exécutée d'après un carton de l'artiste pensé spécifiquement pour être lissé.
- Soleil orange, 150   × 278 cm
- Les Poissons, 103  × 155 cm
- Concerto, 155  × 133 cm
- Musique de chambre, 105  × 150 cm
- Oiseaux et Papillons, 100  × 145 cm
- Vin clairet, 105  × 108 cm
- Amazonie, 1962, 200  x 296 cm
- Sirène, pour la mairie de Givors
- La Nuit, anciennement dans la salle des mariages de la mairie du Blanc-Mesnil, décroché sur décision du maire UMP Thierry Meignen
- Les Moissons
- La Grappe
- La Treille, 105 cm × 182 cm
- Liberté, j'écris ton nom
- Guy Bulle, exposée rue Greuze

### Illustrations
- Jean Cocteau, Les Veines de la Terre
- Paul Éric, La Mort de l'aigle
- L'Enfant et les Sortilèges, illustration du livret de présentation de la fantaisie lyrique en deux parties par Colette et musique de Maurice Ravel, édition de la Radiodiffusion française
- Une porte de l'Europe, Nantes, pour le Rotary-Club, imp. Beuchet et Vanden Brugge, 83 planches illustrées en couleurs dont six de Jean Picard Le Doux, 1951
- Guillaume Apollinaire, Le Bestiaire ou cortège d'Orphée, illustré de lithographies en couleurs pour Les Bibliophiles de France, 1962
- Jean de La Fontaine, Fables, « Le Lièvre et la Tortue », éd. Jaspard, Polus et Cie
- Logotype de la Semeuse pour les éditions Larousse, utilisé entre 1955 et 1970
- Ptolémée Tetrabiblos, sérigraphies originales pour le club du livre, édité à 300 exemplaires en 1972
- La vaisselle première classe d'Air France qu'il a signée a été utilisée jusqu'en 2008 à bord des avions en Espace Affaires et Espace Première[7].

### Lithographies
- Splendeur marine
- La Place de la Concorde tirée sur les presses de L. Détruit

### Dessins de timbre-poste
- Maquettes de vingt-trois timbres préoblitérés de France, émis entre 1983 et 1988[8].
- Hommage à Jean-Sébastien Bach, tapisserie reproduite sur un timbre-poste de France de 3 francs, émis le 22 septembre 1980[9].

## Hommage
- Le collège de Bourganeuf porte son nom.